# Jean-Baptiste Senderens

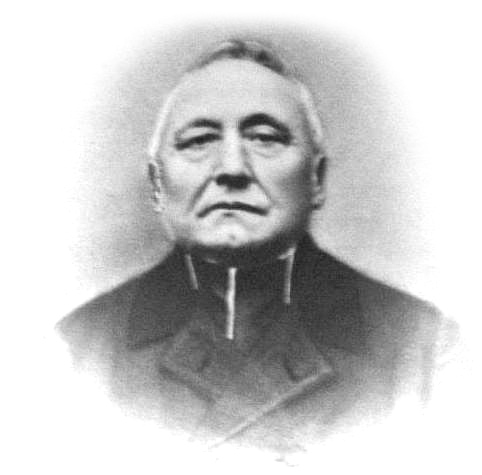
Jean-Baptiste Senderens

Jean-Baptiste Senderens (Barbachen 27 januari 1856 – aldaar, 27 september 1937) was een Frans priester en scheikundige. Hij doceerde scheikunde aan het Institut Catholique in Toulouse, en is vooral bekend om zijn samenwerking met Paul Sabatier op het gebied van de metaal(poeder)-gekatalyseerde hydrogenering van koolwaterstoffen.
Senderens publiceerde in 1892 een proefschrift over de inwerking van zwavel op oxiden en zouten in de aanwezigheid van water. Het was gebaseerd op onderzoek dat hij in het laboratorium van Sabatier had verricht, en dat voortbouwde op eerder werk van Sabatier en Edouard Filhol en van Ludwig Mond en Marcellin Berthelot. Sabatier en Senderens ontvingen in 1905 gezamenlijk de Prix Jecker.
Hij speelde nog een bijrol in een relletje rond de Nobelprijs voor de scheikunde van 1915, die werd toegekend aan Sabatier en Victor Grignard. Grignard protesteerde tegen dat besluit en betoogde dat er eigenlijk twee prijzen uitgereikt hadden moeten worden: een voor Sabatier en Senderens, en een voor hemzelf en zijn leermeester Philippe Barbier.